# The Pretender (canção)
"The Pretender" é uma canção da banda americana Foo Fighters, foi composta pela própria banda e produzida pelo produtor musical Gil Norton. A canção foi lançada como primeiro single do álbum Echoes, Silence, Patience & Grace em 21 de agosto de 2007, mas teve as vendas iniciadas no iTunes Store em 8 de agosto do mesmo ano. 
É uma das mais bem sucedidas canções da banda; apenas "Learn to Fly" e "Best of You" alcançaram uma melhor posição na parada de sucessos Billboard Hot 100.
Em 2007, a música entrou na trilha sonora do jogo Tony Hawk's Proving Ground, para PlayStation 2 e PlayStation 3.

## Recepção
Esta canção ficou na #47 posição na lista das 100 melhores canções de 2007 da revista Rolling Stone. The Pretender foi indicada ao Grammy Award de 2008 nas categorias "Melhor Canção Rock" e "Gravação do Ano". Ela ganhou o Grammy de "Melhor Performance de Hard Rock" do mesmo ano. A canção também ficou na #94 posição na lista dos Top 100 Hits de 2007 pela MTV Ásia. O vídeo musical de The Pretender foi indicado para o MTV Video Music Awards de 2008 na categoria de "Melhor Vídeo de Rock", mas perdeu para "Shadow of the Day" do Linkin Park.
Este álbum foi o quarto consecutivo do Foo Fighters a ter uma canção que chegou ao topo do Hot Modern Rock Tracks. Passou seis semanas na #1 posição no Mainstream Rock Tracks. A Fuse TV classificou o videoclipe da canção como o vídeo número um de rock alternativo de 2008.

## Videoclipe
O videoclipe foi dirigido por Sam Brown. Primeiro mostra a banda tocando a canção em um hangar com um piso branco e muitas luzes no teto. Atrás da banda tem uma grande tela vermelha. A banda enfrenta uma tropa de choque posicionada atrás de uma linha preta no chão.
É também o videoclipe dos Foo Fighters mais visualizado no YouTube

## Lista de faixas
- CD 2-faixas[4]

1. "The Pretender"
2. "If Ever"

- Maxi CD[5]

1. "The Pretender" - 4:31
2. "Come Alive" (demo) - 5:31
3. "If Ever" - 4:15
4. "Monkey Wrench" (vídeo ao vivo no Hyde Park) - 5:35

- 7"[6]

1. "The Pretender"
2. "Bangin"

## Posições nas paradas
| País/Parada (2007)                             | Melhor posição |
| ---------------------------------------------- | -------------- |
| Austrália (ARIA)                               | 10             |
| Áustria (Ö3 Austria Top 75)                    | 46             |
| Bélgica (Ultratop 50 de Flandres)              | 26             |
| Bélgica (Ultratip Bubbling Under da Valônia)   | 13             |
| Canadá (Canadian Hot 100)                      | 15             |
| Canadá (Billboard Rock)                        | 1              |
| Dinamarca (Hitlisten)                          | 25             |
| Finlândia (The Official Finnish Charts)        | 20             |
| Alemanha (Offizielle Deutsche Charts)          | 72             |
| Irlanda (IRMA)                                 | 11             |
| Países Baixos (Single Top 100)                 | 39             |
| Nova Zelândia (Recorded Music NZ)              | 9              |
| Noruega (VG-lista)                             | 3              |
| Polônia (LP3)                                  | 5              |
| Escócia (Scottish Singles Chart)               | 6              |
| Suécia (Sverigetopplistan)                     | 11             |
| Suíça (Schweizer Hitparade)                    | 61             |
| Portugal (Associação Fonográfica Portuguesa)   | 5              |
| Reino Unido (UK Singles Chart)                 | 8              |
| Estados Unidos (Billboard Hot 100)             | 37             |
| Estados Unidos (Billboard Mainstream Rock)     | 1              |
| Estados Unidos (Billboard Alternative Airplay) | 1              |
| País/Parada (2019)                             | Melhor posição |
| Hungria (Single Top 40)                        | 20             |